# Hemiceras corema
Hemiceras corema är en fjärilsart som beskrevs av William Schaus 1911. Hemiceras corema ingår i släktet Hemiceras och familjen tandspinnare.